# Vadym Yevtushenko
Vadym Anatoliovitch Yevtushenko (ukrainien : Вадим Анатолійович Євтушенко et russe : Вади́м Анато́льевич Евтуше́нко) (né le 1er janvier 1958 à Piatykhatky à l'époque en Union soviétique, aujourd'hui en Ukraine) est un joueur de football international soviétique (ukrainien), qui évoluait au poste de milieu de terrain et d'attaquant, avant de devenir ensuite entraîneur.
Son fils, Vyacheslav, est également footballeur.

## Biographie

### Carrière de joueur

#### Carrière en club
Avec le Dynamo Kiev, il remporte trois championnats d'URSS et une Coupe d'Europe des vainqueurs de coupe. 
Il joue un total de 19 matchs en Ligue des champions, pour six buts inscrits. Il atteint les demi-finales de cette compétition lors de l'année 1987.

#### Carrière en sélection
Avec l'équipe d'URSS, il joue 12 matchs (pour un but inscrit) entre 1980 et 1987. 
Il joue son premier match en équipe nationale le 15 juin 1980 en amical contre le Brésil, et son dernier le 18 février 1987 contre le Pays de Galles, toujours en amical. Le 26 juillet 1983, il inscrit un but lors d'un match amical contre l'Allemagne de l'Est. C'est son seul but en équipe nationale.
Il figure dans le groupe des sélectionnés lors des Coupes du monde de 1982 et de 1986. Lors du mondial 1982 organisé en Espagne, il ne joue pas de matchs. En revanche lors du mondial 1986 organisé au Mexique, il dispute trois matchs : contre la Hongrie, le Canada, et enfin la Belgique.

## Palmarès
Dynamo Kiev
| - Championnat d'Union soviétique (3) : - Champion : 1981, 1985 et 1986. - Vice-champion : 1982 et 1988. - Coupe d'Union soviétique (3) : - Vainqueur : 1982, 1984-85 et 1986-87. |  | - Supercoupe d'Union soviétique (2) : - Vainqueur : 1985 et 1986. - Coupe d'Europe des vainqueurs de coupe (1) : - Vainqueur : 1985-86. - Supercoupe de l'UEFA : - Finaliste : 1986. |

 AIK Fotboll
- Championnat de Suède (1) :
  - Champion : 1992.

- Coupe de Suède :
  - Finaliste : 1991.